# Liste des évêques de Grand Rapids
Cette page présente la liste des évêques de Grand Rapids.
Le diocèse de Grand Rapids (Dioecesis Grandormensis) dans le Michigan a été érigé canoniquement le 19 mai 1882, par détachement de celui de Détroit.

## Sont évêques
- 30 janvier 1883-† 26 décembre 1916 : Henry Richter (Henry Joseph Richter)
- 26 décembre 1916-18 juillet 1918 : Michaël Gallagher (Michaël James Gallagher)
- 16 janvier 1919-† 26 mars 1926 : Edward Kelly (Edward Denis Kelly)
- 25 juin 1926-1er novembre 1940 :  Joseph Pinten (Joseph Gabriel Pinten)
- 16 décembre 1940-† 31 mars 1943 :  Joseph Plagens (Joseph Casimir Plagens)
- 26 septembre 1943-† 29 août 1953 :  Francis Haas (Francis Joseph Haas)
- 23 mars 1954-† 27 juin 1969 : Allen Babcock (Allen James Babcock)
- 15 octobre 1969-24 juin 1989 : Joseph Breitenbeck (Joseph Matthew Breitenbeck)
- 24 juin 1989-13 octobre 2003 : Robert Rose (Robert John Rose)
- 13 octobre 2003-† 16 mai 2004 : Kevin Britt (Kevin Michaël Britt)
- 16 mai 2004-21 juin 2005 : siège vacant
- 21 juin 2005-18 avril 2013 : Walter Hurley (Walter Allison Hurley)
- depuis le 18 avril 2013: David Walkowiak (David John Walkowiak)

## Sources
- L'Annuaire Pontifical, sur le site http://www.catholic-hierarchy.org, à la page